# Антим I Ловчански
Антим (на гръцки: Άνθιμος, Антимос) е гръцки духовник, епископ на Вселенската патриаршия.

## Биография
Роден е около 1720 година. През април 1757 година е избран и по-късно ръкоположен за ловчански епископ. Вероятно около 1807 година се установява в Букурещ. През юли 1813 година подава оставка, тъй като е напуснал епархията си и поради преклонна възраст. Умира в Букурещ около 1814 година.